# District Prahova
Prahova is een Roemeens district (județ) in de historische regio Walachije, tegenwoordig Muntenië, met als hoofdstad Ploiești (253.068 inwoners).
De gangbare afkorting voor het district is PH.

## Demografie
In het jaar 2002 had Prahova 829.945 inwoners en een bevolkingsdichtheid van 176 inwoners per km².

### Bevolkingsgroepen
Roemenen vormen de meerderheid. De grootste minderheid zijn de Roma's.

## Geografie
Het district heeft een oppervlakte van 4716 km².

## Aangrenzende districten
- Buzău in het oosten
- Dâmbovița in het westen
- Brașov in het noorden
- Ialomița in het zuidwesten
- Ilfov in het zuiden

## Bucegi-gebergte

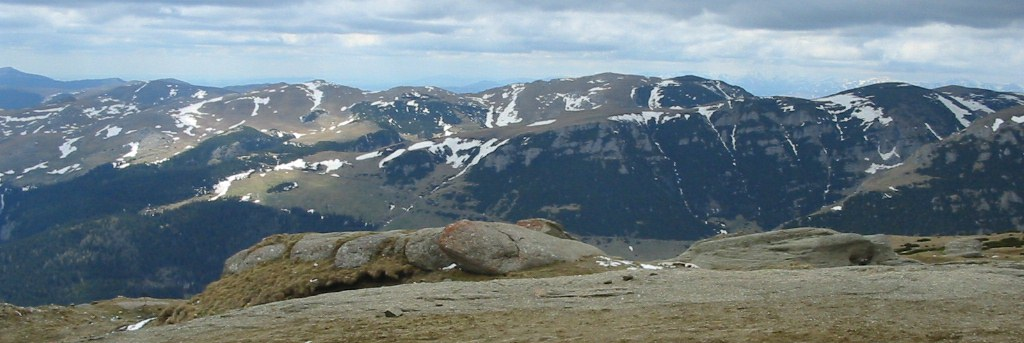
Het Bucegi-gebergte

In het Bucegigebergte in het noorden van Prahova, bij Sinaia en Bușteni, zijn te vinden:
- Kasteel Peleș in Sinaia
- Kasteel Bran, dat bekendstaat als Kasteel van Vlad Dracula (Vlad Țepeș)
- Mt. Omu (2505 m) met het beroemde mensenhoofd (Sphinx)
- Cabana's (berghutjes)
- Capul de mort (Hoofd van de dood)
- Valea Prahovei (Dal van Prahova)

## Steden
- Ploiești
- Câmpina
- Băicoi
- Bușteni
- Sinaia
- Comarnic
- Breaza
- Slănic
- Plopeni
- Vălenii de Munte
- Boldești-Scăeni
- Urlați
- Mizil
- Azuga